# Мова Василь Семенович
Васи́ль Семе́нович Мо́ва (Лиманський) (1 січня (13 січня) 1842, Солодкий Лиман, Чорноморське козацьке військо — 1 червня (13 червня) 1891, Катеринодар, Кубанська область) — український кубанський письменник, поет, драматург, прозаїк, мемуарист, перекладач. Псевдоніми — В. Лиманський, В. Мигуцький, В. Мигученко та ін.

## Життєпис
Народився 1 січня 1842 року на хуторі біля Солодкого Лиману в Чорноморії (нині Канівський район, Краснодарський край, Росія), українець.
Освіту здобув у Катеринодарській військовій гімназії, а потім учився в Харківському університеті. Після закінчення університету Василь Мова три роки працював учителем у Маріїнському жіночому училищі в Катеринодарі. Здобув ступінь кандидата права, працював судовим слідчим, мировим суддею, присяжним повіреним у станиці Усть-Лабинській, Єйську та Катеринодарі.
Помер 1 червня 1891 року в Катеринодарі (тепер Краснодар).

## Творчість
Василь Мова писав драматичні і прозові твори та поезії. Вперше його поезії опублікував 1861 року журнал «Основа». Друкував твори здебільшого під псевдонімом Василь Лиманський.
Провідною у творчості Василя Мови була козацька тема, яку він висвітлював зі свого специфічного погляду. Наслідуючи Пантелеймона Куліша, поет вбачав у козаччині радше руйнівну, аніж державотворчу силу. Все це і відображено у його творах, одним із яких є поема «Троїсте кохання» (1863). В поемі описуються реалії суспільно-політичного життя українського козацтва останньої третини XVIII століття, коли після придушення влітку 1768 р. за допомогою російського війська широкомасштабного повстання на підвладних Речі Посполитій теренах Правобережної України (цей народний рух увійшов в історію під назвою Коліївщина), частина січовиків, передусім молодь, переставши вірити у власні сили, деградувала й перетворилася, по суті, на пересічних розбишак, які, на відміну від своїх попередників і старших товаришів, прагнула не Вітчизну боронити, а задовольняти власні потреби. Притому далеко не шляхетного ґатунку.  Змальоване у поемі козацтво — темна сіра, погано керована маса, яка здатна лише бити байдаки та грабувати чужі землі («Гайдамаці в Польщі рай –  Що захочеш, виробляй»). Утім, не краще ведуть себе нащадки славетного  запорізького лицарства і в Україні. Протистоять темній здеградованій масі гультяїв і грабіжників «статечні козаки», які  усвідомлюють, що далі не можна «розоряти Україну ще не скінчену руїну». Вони беруть верх над нерозсудливою молоддю (забороняють похід  рішенням козацької «чорної ради»), але не можуть уже зупинити процес руйнації, а отже, й історичної приреченості козацтва.
Чи не найповніше мотиви історичної неспроможності українського козацтва знайшли відображення в поезії «Козачий кістяк». Вірш, судячи з дати його написання (1875 рік), навіяний сумним ювілеєм — сторіччям від дня зруйнування Запорізької Січі. Поштовхом до роздумів щодо ролі козацтва в історії України стала знахідка героєм твору, який обробляв свою ниву, останків козака. Те, що козачий кістяк знаходить саме пересічний хлібороб, дуже символічно. У такий спосіб автор намагається протиставити трудовий народ і привілейоване щодо нього козацтво. Однак порівняння не на користь козацтва, яке хоч і не гнуло ні перед ким спину, все ж зійшло з історичної арени, пішло у небуття, а селянство, попри всі лихоліття (чого варта одна лише кріпаччина), продовжує свою споконвічну шляхетну справу — обробляє землю, вирощує хліб. Поет відверто симпатизує знедоленому сільському люду, але щиро переконаний, що майбутнє все ж таки за освіченими людьми, які вийдуть із середовища трудового народу.
У драмі Василя Мови  «Старе гніздо й молоді птахи», котру він завершив, імовірно, 1883 р., відображено життя і побут кубанського козацтва кінця 50-х років XIX ст., тобто в останній період його самоврядування. Галерея створених автором колоритних реалістичних портретів представляє практично всі прошарки суспільства. Це і представники багатої старшини Пилип Загреба й Трифил Жмир, і чесний трудівник із середовища дрібної козацької старшини хорунжий Кіндрат Шульпіка, і багата вдова Тетяна Деркалиха — прибічниця старих козацьких порядків, і безпритульний осавул Семен Гайдабура, який символізує старе запорізьке лицарство, що не може знайти своє місце за нових умов життя, а відтак губить його в безпробудному пияцтві й бешкетуванні, і збанкрутілий дрібнопомісний дворянин, пристосуванець Аполлон Прогульбицький, і багато ін. Центральний персонаж п'єси — полковник війська Чорноморського Пилип Загреба. Це заможний козак, який має велике господарство. На нього працюють сотні, якщо не тисячі, кріпаків і вільнонайманих. Проте зовні ще міцне господарство вже підточують ледь видимі метастази неминучої кризи. Значною мірою це обумовлено тим, що в нових суспільно-політичної умовах, коли все більших обертів стали набирати капіталістичні відносини, а стара система господарювання почала пробуксовувати, Загреба не може ефективно управляти своєю мініімперією. Сам господар садиби намагається ще дотримуватися старих козацьких звичаїв, говорить рідною мовою («Та я, — каже, — з царем балакав, та й то балакав по-козацькому, як наші батьки й діди розмовляли»). Того ж вимагає він і від дітей. Однак тільки в родинному колі. У присутності гостей Загреба не проти того, аби вони демонстрували свою «образованість», тобто спілкувалися «модною» російською мовою.
Єдиний світлий промінчик у Загребиному домі — молодша донька Киля, світогляд якої сформувався під впливом її тітки Тетяни Деркалихи, щирої прихильниці старих народних традицій. Однак у суспільстві, що деградує, дівчина приречена на загибель. Для цього, звичайно, є формальні підстави — нещасливе кохання. Однак, за великим рахунком, автор попросту не може залишити свою героїню живою, оскільки зникають умови для її життя — рушиться звичне для неї середовище старого патріархального світу, в якому було місце і для українських народних пісень, і для рідної мови, в якому не потрібно було пристосовуватися для неприродних для неї новомодних віянь, пов'язаних з русифікацією рідного краю й остаточною інтеграцією козацької старшини в російське дворянство.
Драма «Старе гніздо й молоді птахи», як і багато інших творів В. Мови, відзначається своєю соціальною спрямованістю. Добре вписується у цей контекст, зокрема, епізод про продажне судочинство, з яким автор драми «Старе гніздо й молоді птахи», напевно, досить часто стикався працюючи на різних посадах у судовій системі.
Уперше драму «Старе гніздо й молоді птахи» було надруковано 1907 р. в Літературно-науковому віснику, а своє сценічне життя (у скороченому варіанті) твір розпочав 30 листопада 1911 р. в Києві на сцені першого українського стаціонарного театру Миколи Садовського.
Василь Мова (Лиманський) залишив по собі велику літературну спадщину. Він, зокрема, є автором незавершеного переспіву  «Слова про похід Ігоря», «малюнків  з натури» «Три мандрьохи»,  інтермедії «Куліш, Байда і козаки», написаної 1885 р. до драми П. Куліша «Байда, князь Вишневецький», а також утрачених — «Російсько-українського словаря» (доведений до літери «І»), п'єси «Тривога» і ще однієї без назви, оповідань «Шептуха», «Сякий-такий журавель», «Сердитий поштар», «Каторжний», «Катеринщина», «Роботяги і злодії», «Горпина Погибиха і Вівдя Тараниха», «Городовик», спогадів про студентські роки, історичних нарисів, публіцистики тощо. Більшість творів митця (вірші, п'єси, оповідання, історичні нариси, спогади, публіцистика) побачили світ лише через багато років по його смерті, а значна частина й зовсім була втрачена.
Окремі видання:
- Мова (Лиманський) В. Вірші //Акорди: Антол. укр. лірики від смерті Шевченка / Упоряд. І. Франко. Репринт. вид. — К.: Веселка, 1991. — С.75-80.
- Мова (Лиманський) В. Куліш, Байда і козаки: інтермедія до драми Куліша «Байда», з додатком листа Василя Мови до Василя Гнилосирова. — Нью-Йорк, 1995. — 283 с.
- Мова (Лиманський) В. Старе гніздо й молоді птахи. — Київ: Дніпро, 1990.
- Козак Мамай. Посібник-хрестоматія з української літератури Кубані(у співавторстві).—Донецьк:Український культурологічний центр, 1998.—224 с.

## Інтернет-ресурси
- Мова Василь Семенович // Шевченківська енциклопедія: — Т.4:М—Па : у 6 т. / Гол. ред. М. Г. Жулинський.. — Київ : Ін-т літератури ім. Т. Г. Шевченка, 2013. — С. 271-272.
- Біографія і творчий доробок на сайті «Українські пісні» [Архівовано 13 грудня 2009 у Wayback Machine.]